# Переходное национальное правительство Сомали
Переходное национальное правительство (сокр. ПНП) — международно-признанное центральное правительство Сомали с 2000 по 2004 годы.

## История
ПНП было создано  на Сомалийской конференции по вопросам национального примирения, проходившей 20 апреля — 5 мая 2000 года в Арте, Джибути. В военном и политическом поле ему противостоял Совет по примирению и восстановлению Сомали, который был сформирован лидерами группировок Хусейном Фарахом Айдидом и Мохаммедом Омаром Хабебом.
Переходная национальная хартия, ставшая основой ПНП, де-факто признала региональную автономию и существование новых образований на севере бывшего Сомали, где проживают относительно однородные кланы. Однако в некоторых частях Сомали децентрализация означала бы полный распад страны.
По словам Андре Ле Сажа, в 2002 году ПНП имело все органы национального правительства, включая исполнительные и судебные структуры, а также парламент, полицию и постоянную армию, состоявшую из 2010 мужчин 90 женщин. Однако его институты оставались очень слабыми из-за нехватки основного офисного оборудования, отсутствия территориального контроля и неспособности получать налоговые поступления. Из-за этих ограничений ПНП не могло предоставлять основные социальные услуги. Министры и законодатели также часто выражали разочарование по поводу того, что их исключают из реального процесса принятия решений и маленькие зарплаты, которые часто выплачивали с задержками. Таким образом, Ле Саж утверждает, что государственные чиновники исполняли чисто символическую роль.
Внутренние проблемы ПНП привели к смене премьер-министра четыре раза за три года, и к ликвидации административного органа в декабре 2003 года.
10 октября 2004 г. парламент избрал Абдуллахи Юсуфа Ахмеда первым президентом переходного федерального правительства (ПФП), преемника ПНП . Он получил 189 голосов от парламента, а ближайший соперник, бывший посол Сомали в США Абдуллахи Ахмед Адду, получил 79 голосов в третьем туре голосования. Действующий тогда президент Сомали, лидер ПНП Абдулкасим Салад Хасан, снял свою кандидатуру .

## Лидеры и члены
- Абдулкасим Салад Хасан — президент
- Генерал Исмаил Касим Наджи — командующий армией[11][12]
- Али Халиф Галайд - первый премьер-министр, 8 октября 2000 г. - 28 октября 2001 г.
- Осман Джама Али - 2-й премьер-министр,  28 октября по 12 ноября 2002 г.[7]
- Хасан Абшир Фарах - 3-й премьер-министр, 12 ноября 2002 г. - 8 декабря 2003 г.
- Мохамед Абди Юсуф - 4-й премьер-министр, 31 декабря 2003 г. - 3 ноября 2004 г.[7]